# Zugtrupp

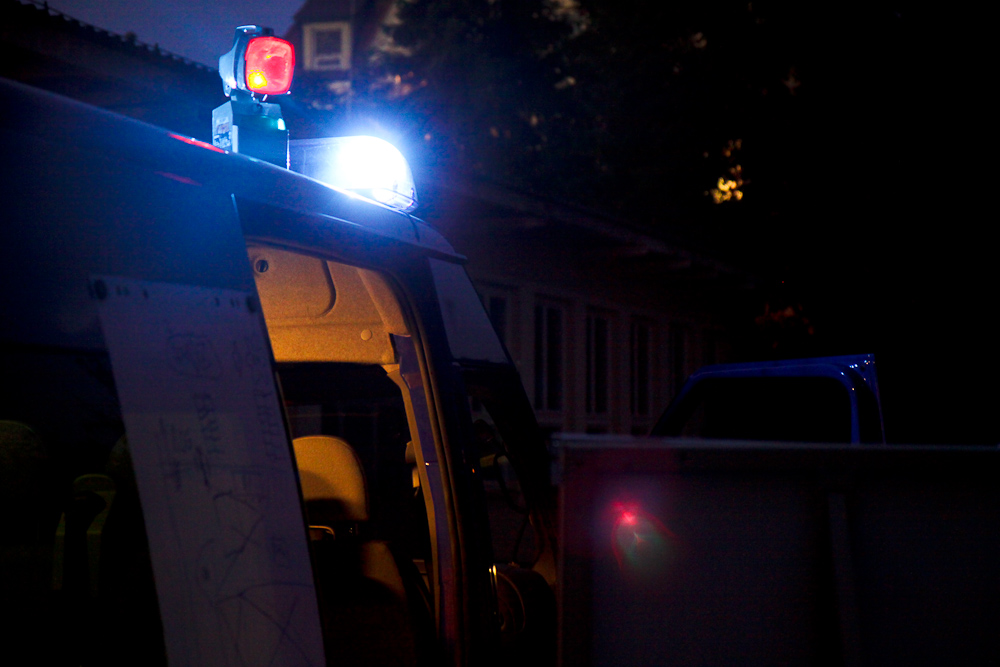
Ein Zugtrupp der Feuerwehr im nächtlichen Einsatz

Taktisches Zeichen des Zugtrupps

Der Zugtrupp dient der Führung Taktischer (Teil-)Einheiten mit Zugstärke von Behörden und Organisationen mit Sicherheitsaufgaben oder des Militärs. Je nach Kontext wird er auch Führungstrupp genannt. Er besteht aus für diese verantwortungsvolle Aufgabe gesondert ausgebildetem Personal, das über eine entsprechende Ausbildung und üblicherweise über eine mehrjährige Einsatzerfahrung verfügt.

## Der Zugtrupp bei Einsatzorganisationen
Je nach Größe des Einsatzes obliegt dem Zugtrupp selbst die Einsatzleitung, oder er dient einer übergeordneten Einsatzleitung als Ansprechpartner vor Ort.

### Aufgaben des Zugtrupps
Der Zugtrupp unterstützt den Zugführer oder Zugskommandanten bei der Planung und Überwachung von Arbeiten der ihm unterstellten Einsatzkräfte. Im Einzelnen sind dies:
- Die Beurteilung der Lage
- Die Beobachtung der Lageentwicklung. Beispielsweise im Feuerwehreinsatz um auf eine Ausdehnung des Brandes durch rechtzeitiges Anfordern weiterer Einsatzkräfte reagieren zu können oder um bei lang andauernden Einsätzen Ablösung anzufordern.
- Meldestelle bzw. Ansprechpartner für andere Organisationen z. B. Rettungsdienst
- Rückmeldung der Vorgänge an der Einsatzstelle an die übergeordnete Einsatzleitung oder Leitstelle (Informationsgleichheit unter den verschiedenen eingesetzten Einheiten)

Er führt bzw. betreut damit alle Aufgaben/Sachgebiete eines klassischen Stabes durch.

### Der Zugtrupp bei der Feuerwehr

#### In Deutschland
Gemäß der Feuerwehr-Dienstvorschrift 3 besteht der Zugtrupp bei der Feuerwehr aus einem Führungsassistenten, der gleichzeitig Zugtruppführer (und stellv. Zugführer) ist, einem Fahrer und einem Melder; den sogenannten Führungsgehilfen.
Der Zugführer gehört nach der Feuerwehr-Dienstvorschrift 3 selbst nicht zum Zugtrupp.
Als Führungsunterstützungseinheit ist der Zugtrupp die Einheit, welche den Zugführer von möglichst vielen administrativen Aufgaben (siehe oben) entbinden soll.
Der dreiköpfige Zugtrupp hat somit die Stärke 0/1/2/3 (0 Zugführer, 1 Führungsassistent, 2 Führungsgehilfen, gesamt 3 Einsatzkräfte), zusammen mit dem Zugführer (1/0/0/1) und zwei Löschgruppen (0/1/8/9) ergibt sich somit die Gesamtstärke des Löschzuges mit 22 Feuerwehrangehörigen (1/3/18/22).
Üblicherweise verfügt der Zugtrupp zur Erfüllung seiner Aufgaben über einen Einsatzleitwagen.

#### In Österreich
Der Zugtrupp bei der Feuerwehr besteht aus einem Zugtruppkommandant, der gleichzeitig der Stellvertreter des Zugskommandanten ist, und meist aus einem Kraftfahrer, einem Schreiber und einem Funker. Als Fahrzeug wird meist ein Kommandofahrzeug, ein Mannschaftstransportfahrzeug oder ein Einsatzleitfahrzeug benutzt, da es besonders für die Aufgaben Führung, Kommunikation und Transport geeignet ist. Außerdem werden die Positionen des Zugtrupp auch oft in der Einsatzleitung eingesetzt, welche vom Mannschaftsstand mit der Größe des Einsatzes „mitwächst“.
Art und Umfang des Zugtrupps sind in länderspezifischen Dienstanweisungen genauer definiert und variieren oft von Einsatz zu Einsatz. Der Zugtrupp wird nicht nur beim örtlichen Einsatz installiert, sondern ist auch fixer Bestandteil bei den Einheiten des Katastrophenhilfsdienstes.

### Der Zugtrupp beim Technischen Hilfswerk

Dienststellungskennzeichen des Zugtruppführers beim THW

Im THW dient der Zugtrupp (ZTr) der Führung eines Technischen Zuges (TZ), eines Fachzugs Logistik (FZ Log) oder eines Fachzugs Führung/Kommunikation (FZ FK). Ihm obliegt die taktisch-technische Koordination und Abwicklung von Einsätzen. Im Einsatz richtet er eine Befehlsstelle ein und betreibt diese für den Technischen Zug sowie gegebenenfalls für weitere unterstellte (Teil-)Einheiten. Ferner organisiert der Zugtrupp den Personal- und Materialeinsatz sowie die Logistik für die unterstellten Einheiten. Der Zugtrupp stellt die Verbindung zur übergeordneten Einsatzleitung (EL) bzw. Führungsstelle (FüSt) sowie zu benachbarten Einheiten bzw. Organisationen her und hält diese. Im Bedarfsfall bilden ein oder mehrere Zugtrupps eine THW-Führungsstelle ohne Stab.
Der Zugtrupp verfügt zur Erfüllung seiner Aufgaben über einen Führungskraftwagen (FüKW). Der Wagen ist ein Multifunktionsfahrzeug für den Aufgabenbereich des Zugtrupps und darüber hinaus für weitere Aufgaben des Technischen Zuges. Einbauten im Fahrzeug (Regalsysteme, Funktische, Magnetwände etc.) sind, soweit vom Bund oder Hersteller nicht gefordert oder geliefert, vom Ortsverband selbst zu beschaffen. Dort sind auch die weiteren Führungs- und Erkundungsmaterialien des Zugtrupps untergebracht.
Laut StAN stehen dem Zugtrupp ein fest eingebautes 4-Meter-Vielkanalgerät im BOS-Funk (FuG 8b-1/-2) sowie fünf 2-Meter-Handfunkgeräte (FuG 11b) zur Verfügung. Nach der Umstellung des analogen BOS-Funks auf das digitale TETRA-System wird der Zugtrupp laut StAN mit zwei MRT mit DMO-Repeater- und TMO-Gateway-Funktionalität sowie 6 HRT-Geräten ausgestattet sein.
Der Zugtrupp besteht aus vier Einsatzkräften mit der Stärke 1/1/2/4. Neben dem Zugführer (ZFü) und dem Zugtruppführer (ZTrFü), mit der Zusatzfunktion stellvertretender Zugführer (stv. ZFü), gehören zwei Fachhelfer mit der Zusatzfunktion Kraftfahrer B (Kf B) bzw. Sprechfunker (SprFu) zum Trupp.

### Der Zugtrupp im Katastrophenschutz

#### Sanitäts- und Betreuungsdienst
In den Einsatzeinheiten des Katastrophenschutzes besteht der Führungstrupp aus einem Zugführer (ZFü), einem Zugtruppführer (ZTrFü) oder stellvertretenden Zugführer (stv. ZFü), einem Führungshelfer (FüHe) und in den meisten Bundesländern dem Zugarzt der Einsatzeinheit. Der Führungstrupp hat somit die Stärke 2/1/1/4.
In Nordrhein-Westfalen ist der Zugarzt kein Mitglied des Zugtrupps, sondern Mitglied der Sanitätsgruppe. Stattdessen gehört ein zweiter Führungshelfer bzw. Sprechfunker zur Besatzung (Stärke 1/1/2/4).

#### Wasserrettung
Durch die föderale Struktur der Gefahrenabwehr beziehen sich diese Angaben zunächst nur auf Nordrhein-Westfalen.
Der Zugtrupp (auch: Führungstrupp) besteht aus einem Kraftfahrzeug und 4 Personen (Zugführer / Führungsassistent / 2 Helfer).
Das Fahrzeug wird meist ein Kommandowagen (KdoW) oder Einsatzleitwagen (ELW) sein.
Aufgabe ist die Koordinierung und Leitung eines Wasserrettungszugs oder einer SEG-Wasserrettung.
- Qualifikationen:
  - Zugführer: entsprechende Ausbildung der Hilfsorganisation
  - Führungsassistent: mindestens Gruppenführer, meist jedoch Zugführer
  - Helfer: 1× Kraftfahrer und min. 1× BOS-Sprechfunker
  - Weiterhin müssen alle Personen auf das mitgeführte Material eingewiesen sein und hiermit regelmäßig arbeiten und üben.

- Ausstattung:
  - Fahrzeug mit min. 5 Sitzplätzen
  - Allradantrieb
  - Sprechfunkausstattung
  - Führungs- und Dokumentationsausstattung
  - Kennzeichnungswesten[3]

## Der Zugtrupp beim Militär

### In Deutschland
Prinzipiell gehört der Zugführer beim deutschen Militär nicht zum Zugtrupp. Jedoch wird er zur Vereinfachung häufig mit dem Zugtrupp zusammengefasst. Die genau Stärke des Zugtrupps variiert je nach Truppengattung und ggf. auch nach dem Typ der Kompanie/Batterie und war/ist in den entsprechenden Kriegsstärkenachweisen (K.St.N.) bzw. Stärke- und Ausrüstungsnachweisungen (STAN) geregelt.

#### Wehrmacht
Bei den Schützenzügen a/b (Reich) und den gemischten Landwehr-Schützenkompanien der Wehrmacht bestand von 1937 an der Zugtrupp z. B. aus:
- drei Meldern, davon einer Hornist, alle mit Karabiner.

Bei den Schützenzügen c der Wehrmacht von 1940 sowie den Schützenzügen c/e/f von 1941 bis 1943 bestand der Zugtrupp z. B. aus:
- einem Zugtruppführer (Unteroffizier), zugleich stellvertretender Zugführer, mit Pistole oder Karabiner (nur Luftlandeeinheiten)
- drei Meldern, davon einer Hornist und ein zweiter zur Bedienung des Blinkgerätes, alle mit Karabiner

Bei den Schützenkompanien neuer Ausführung (n.A.) bestand der Zugtrupp 1943–1945 z. B. aus:
- zwei Meldern (Karabiner)
- einem Krankenträger (Pistole, dieser zugleich Wagenbegleiter)
- einem Pferdeführer (Karabiner)
- einem einspännigen Infanteriekarren (If.8) für Gerät und Munition
- einem Fahrer vom Bock (Karabiner)
- einem zweispännigen Panjewagen für Munition und Bekleidungsstücke
- zwei weiteren Infanteriekarren für Munition als Anhänger an den beiden bespannten Fahrzeugen

Bei den Grenadierkompanien bestand der Zugtrupp 1944/1945 z. B. aus:
- zwei Meldern (Sturmgewehr 44 oder Maschinenpistole 40)
- drei Schützen für Gewehrgranatgerät (Karabiner mit Schießbecher und Granatvisier)
- einem Krankenträger (Pistole)
- einem Pferdeführer (Karabiner)
- einem einspännigen Infanteriekarren (If.8) für Gerät und Munition
- einem weiteren Infanteriekarren für Munition als Anhänger
- einem Fahrer vom Bock (Karabiner)
- einem zweispännigen Gefechtswagen (Hf.1 oder Hf.6) für Munition und Gepäck

Ab 1943 konnte der Zugtrupp zusätzlich um einen Melder mit Feldfunksprecher aus dem Kompanietrupp verstärkt werden, der die Verbindung zum Kompanieführer hielt.

#### Bundeswehr
Auftrag des Zugtrupps: „Die Soldaten des Zugtrupps unterstützen den Zugführer in der Führung des Zuges“.
Häufig werden auch weitere Trupps (z. B. Panzerabwehrtrupp und/oder Scharfschützentrupp) dem Zugtrupp zugerechnet, insbesondere dann, wenn diese über keinen ausgewiesenen eigenen Truppführer verfügen (Feldwebel oder Unteroffizier, inzwischen auch Oberstabsgefreite).

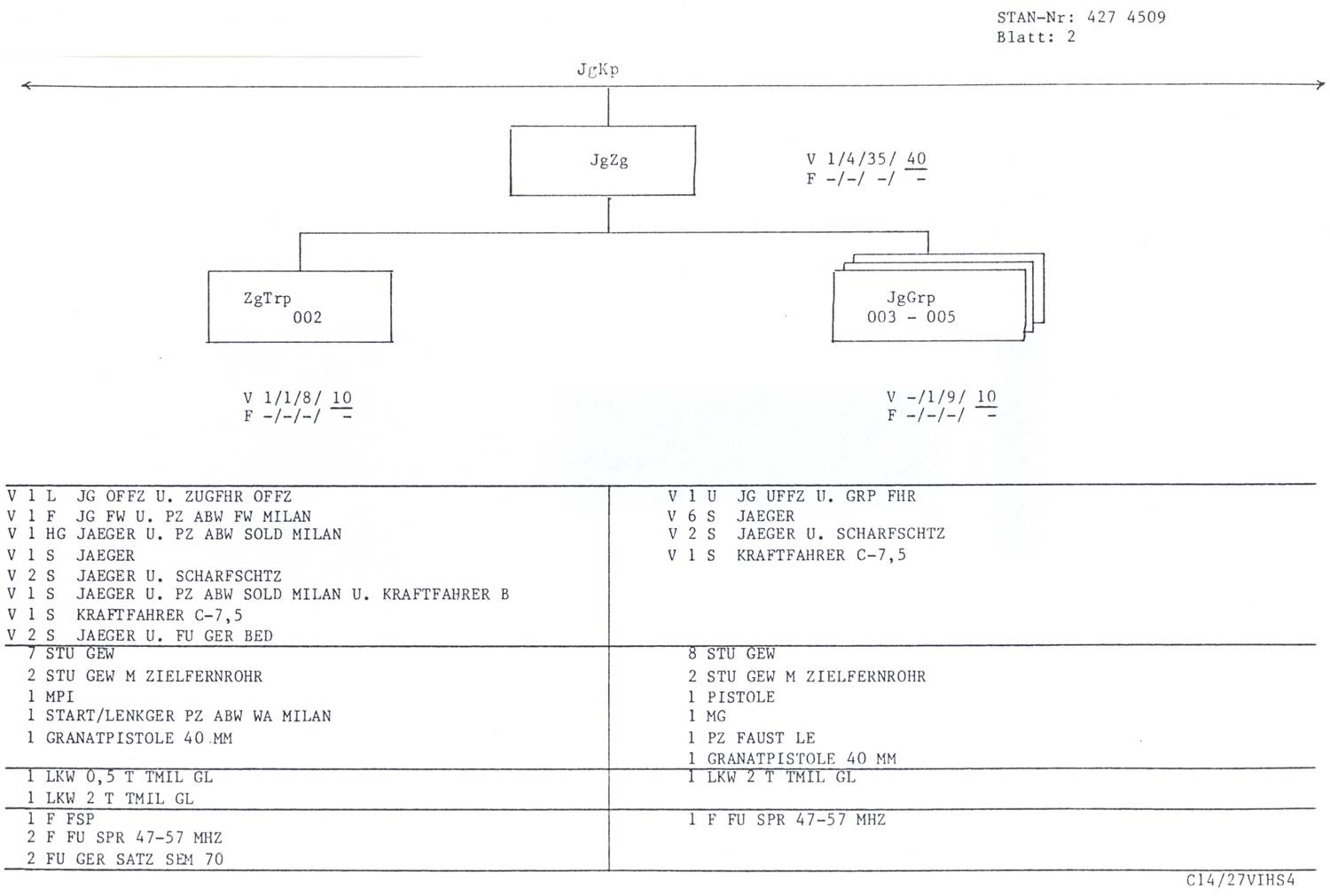
Gliederung des Zugtrupps eines Jägerzuges B3 TerrH (1985) gem. STAN (veraltet)

Beim Jägerzug B3 des Territorialheeres der Bundeswehr bestand 1985 der Zugtrupp z. B. aus:
- dem Zugführer mit Funkgerät SEM 52 S
- dem Zugtruppführer (Jägerfeldwebel), dieser zugleich Truppführer des Panzerabwehrtrupps, mit Funkgerät SEM 52 und Granatpistole
- zwei Jägern als Funkgerätebediener für zwei SEM 70
- einem Jäger (als Melder)
- einem Kraftfahrer für den Unimog U 1300 L des Zugtrupps
- zwei mit Zielfernrohrgewehren ausgestatteten Jägern als Scharfschützentrupp
- zwei Jägern – unter der Führung des Jägerfeldwebels – als Panzerabwehrtrupp MILAN, davon einer als Richtschütze (Hauptgefreiter) mit Maschinenpistole Uzi und der andere als Ladeschütze und Kraftfahrer für den Geländewagen VW Iltis des Panzerabwehrtrupps.

Die nächsthöhere Führungsunterstützungs-Einheit ist die Kompanieführungsgruppe.

### In Österreich
Beim österreichischen Bundesheer besteht der Zugtrupp meist aus einem Zugtruppkommandant und jeweils vier Schreibern/Funkern und vier Kraftfahrern. Diese Gliederung wurde vor allem im Assistenzeinsatz Grenzraumüberwachung eingesetzt, da durch diese Einteilung im üblichen Dienstrad jederzeit mindestens ein Schreiber und ein Kraftfahrer zur Verfügung standen. Der Zugtrupp des Jägerzuges hat zusätzlich noch zwei Scharfschützen und einen Sanitäter.

### In der Schweiz
In der Schweizer Armee gliedert sich der Zugstrupp eines Füsilierzuges in:
- Zugführer (Offizier)
- Zugführer-Stellvertreter (Wachtmeister, seit 2004 Oberwachtmeister)
- Scharfschütze
- Meldeläufer